# Al-Karhud
Al-Karhud (Al Garhud) – dzielnica willowa w Dubaju, niedaleko portu lotniczego.
Kolonia znana jest z różności rosnących drzew, które zostały posadzone przez mieszkańców. Inne atrakcje w okolicy to m.in. sklep City Centre, Meridien Hotel, w którym mieści się dubliński pub oraz wiele restauracji w Al Bustan Hotel.